# Fischland-Darß-Zingst

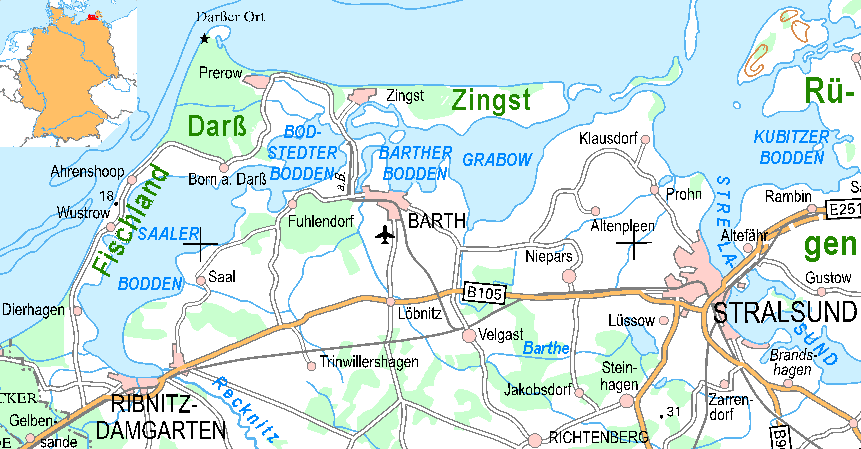
Mappa della penisola di Fischland-Darß-Zingst

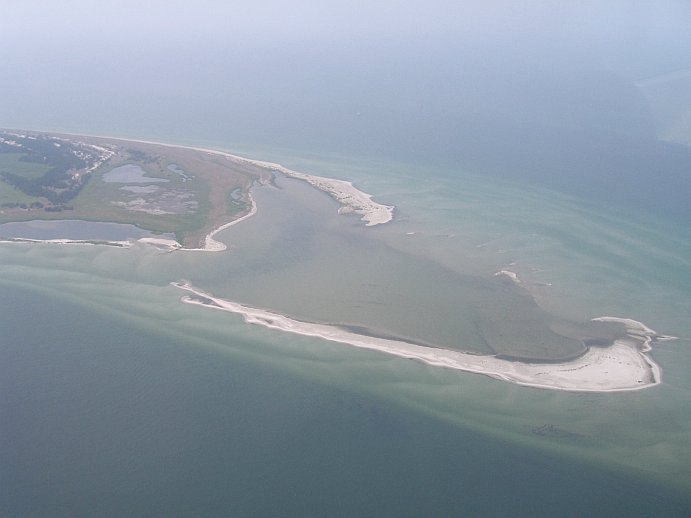
Ripresa aerea di un tratto del Darß, nella parte centrale della penisola

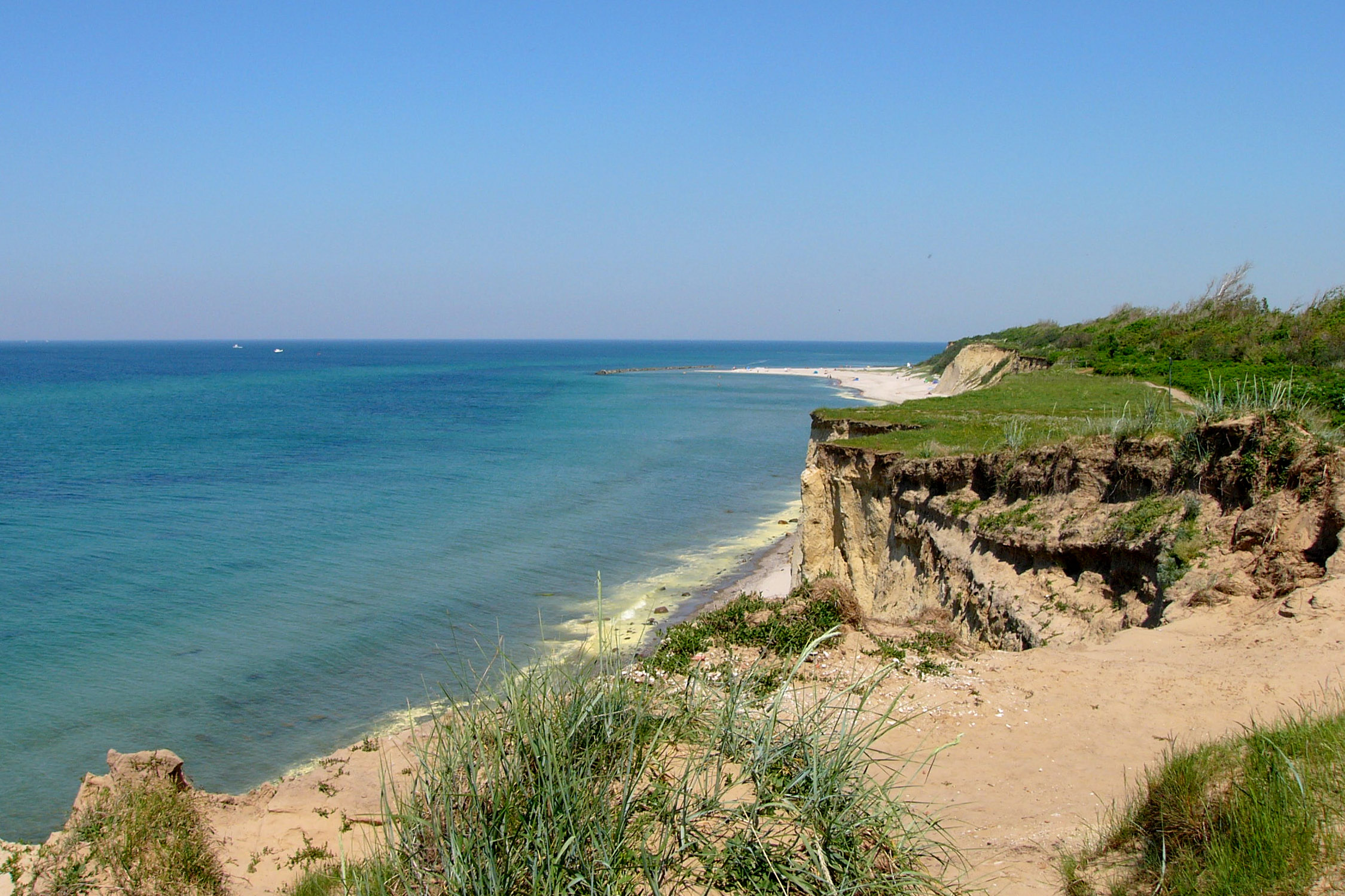
Tratto di costa della penisola presso Ahrenshoop

Fischland-Darß-Zingst (pron. /fiʃlaŋt-darss-tsiŋkt/) è una penisola sul Mar Baltico, appartenente al Land Meclemburgo-Pomerania Anteriore, nella Germania nord-orientale, e formata a sua volta da tre penisole distinte, Fischland (parte occidentale), Darß (parte centrale) e Zingst (parte orientale).

La costa settentrionale della penisola è inclusa nel Nationalpark Vorpommersche Boddenlandschaft.
Nella penisola si trovano i comuni di Wustrow, Ahrenshoop, Born a. Darß, Wieck a. Darß, Prerow e Zingst.

## Geografia

### Collocazione
La penisola di Fischland-Darß-Zingst si trova nella parte centrale della costa del Meclemburgo-Pomerania Anteriore, ad ovest delle isole di Hiddensee e Rügen, a nord-est della città di Rostock e a nord-ovest di Stralsund. È separata dalla costa di fronte dalla baia chiamata Saaler Bodden.

Punto di "partenza" per la penisola è la cittadina di Dierhagen.

### Dimensioni
La lunghezza della penisola è di circa 60 km.

### Panorama
La penisola è caratterizzata da baie con bassi fondali (in tedesco: Bodden), spiagge con dune, ampie distese di prati, ecc.

## Storia
Si hanno notizie di una penisola unitaria chiamata "Fischland-Darß" sin dal XIV secolo, mentre la penisola di Zingst fu considerata un'entità a sé stante sino al XIX secolo.